# マーティン・J・ウィットマン・スクール・オブ・マネージメント
マーティン・J・ウィットマン・スクール・オブ・マネージメント (Martin J. Whitman School of Management) は、アメリカ合衆国ニューヨーク州シラキュースにあるシラキュース大学のビジネス・スクールである。1948年に設立され、現在1,540人の大学生、373人の大学院生（MBA）、35人の博士課程の生徒が所属している。インターネットを使った通信教育（iMBAと呼ばれる）も実施されており157人の生徒が利用している。
サマープログラムでは上海、シンガポール、ロンドン、南アフリカでインターンシップを用意しており、単位として認められている。
また、アントレプレナーシップに関しては全米で絶大な評価を受けている。2006年、プリンストンレヴュー、アントレプレナーシップマガジンは同校を全米1位に選んだ。VELOCITYと呼ばれるインディアナ大学とシラキュース大学が共催するアントレプレナー育成研究会は毎年、全米のアントレプレナー教育で評価の高い大学を会場に開かれている。Stanford、UCバークレー、など会場となる大学と共催校から選抜された学生、教員、アントレプレナーとして活躍する卒業生との交流が活発である。この参加者のネットワークは全米の枠を超え世界各地に広がっている。2006年はマンハッタンにあるシラキュース大学のサテライト校舎でこのイベントが開催され、参加者はNASDAQのクロージングベルを鳴らす栄誉が与えられた。この中にはシラキュース大とインディアナ大から各1名の日本人学生が、その栄誉を授かった。このNASDAQベルに関してはNASDAQ史上、最大人数でビジネススクールとしては初のこととしてNASDAQに記録された。その他、アントレプレナーシップ実験授業、ブートキャンプ（地域の起業を目指す人を対象としたアントレプレナー育成講座）、SOUTH　SIDE　プロジェクト（起業支援プロジェクト）といった実際のアントレプレナーに関わるリーダーシップを執っていることが評価を上げている理由である。

## ミッションステートメント
- A diverse learning community（多様な学習コミュニティ）
- A thriving center for research（繁栄した研究の中心）
- An exceptional place to learn and grow（学習と成長に最適な場所）

## 沿革

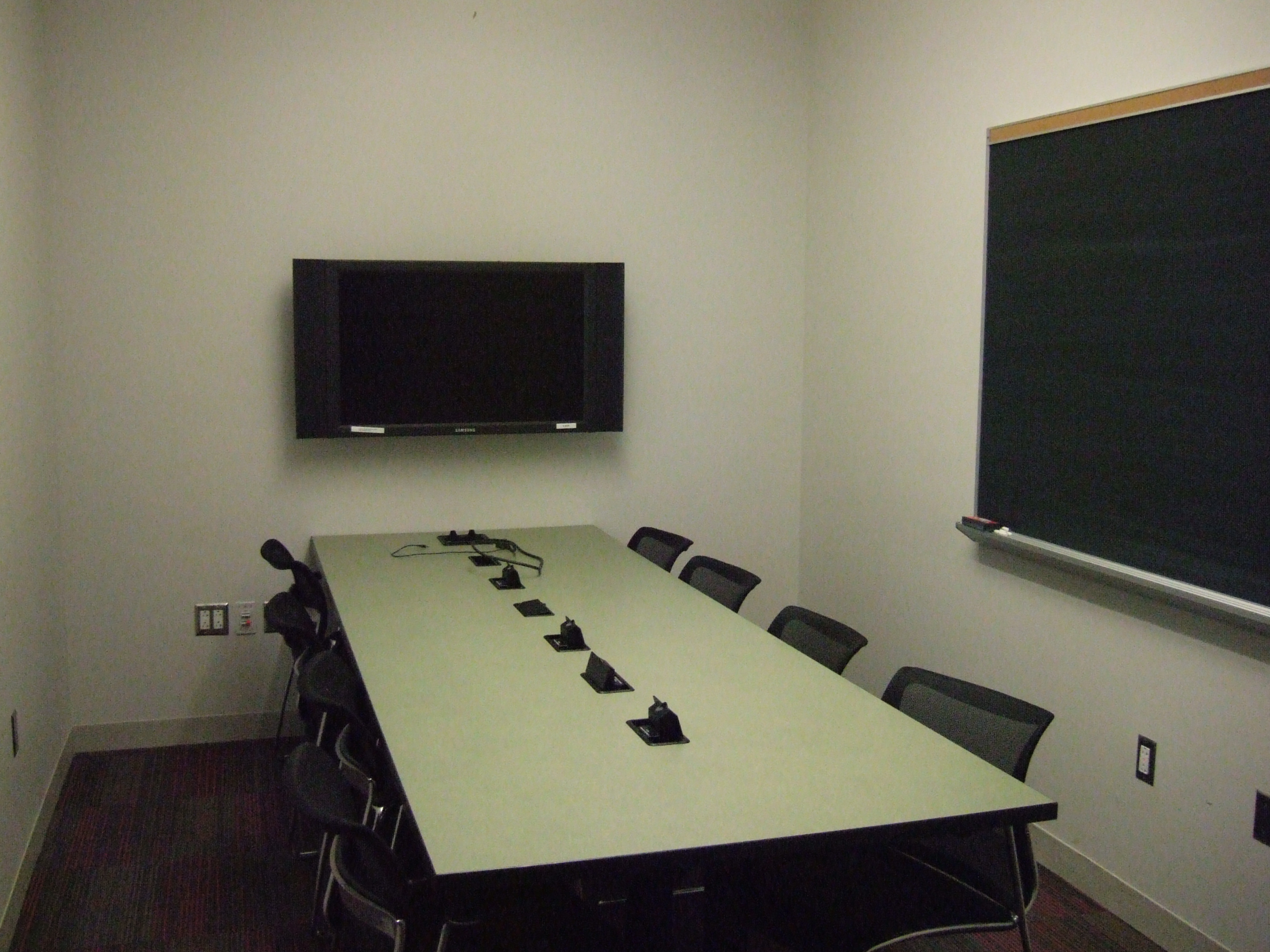
ミーティングルーム

- 1919年　シラキュース大学のビジネススクールとして設立
- 1920年　AACSB（The Association to Advance Collegiate Schools of Busiess）をアメリカで16番目に認可取得
- 1948年　シラキュース大学卒業生で実業家の「Martin J. Whitman」がシラキュース大学史上最高額を寄付。ビジネススクール名に彼の名を冠する。
- 2006年　約4千万ドルをかけた新校舎完成。最新のPCラボ、巨大スクリーン付きミーティングルーム、全館インターネットのワイヤレス環境整う。この校舎は米国大学評価で信頼性の高いプリンストンレヴューが全米で最もIT環境が充実しているTOP10スクールとして評価している。

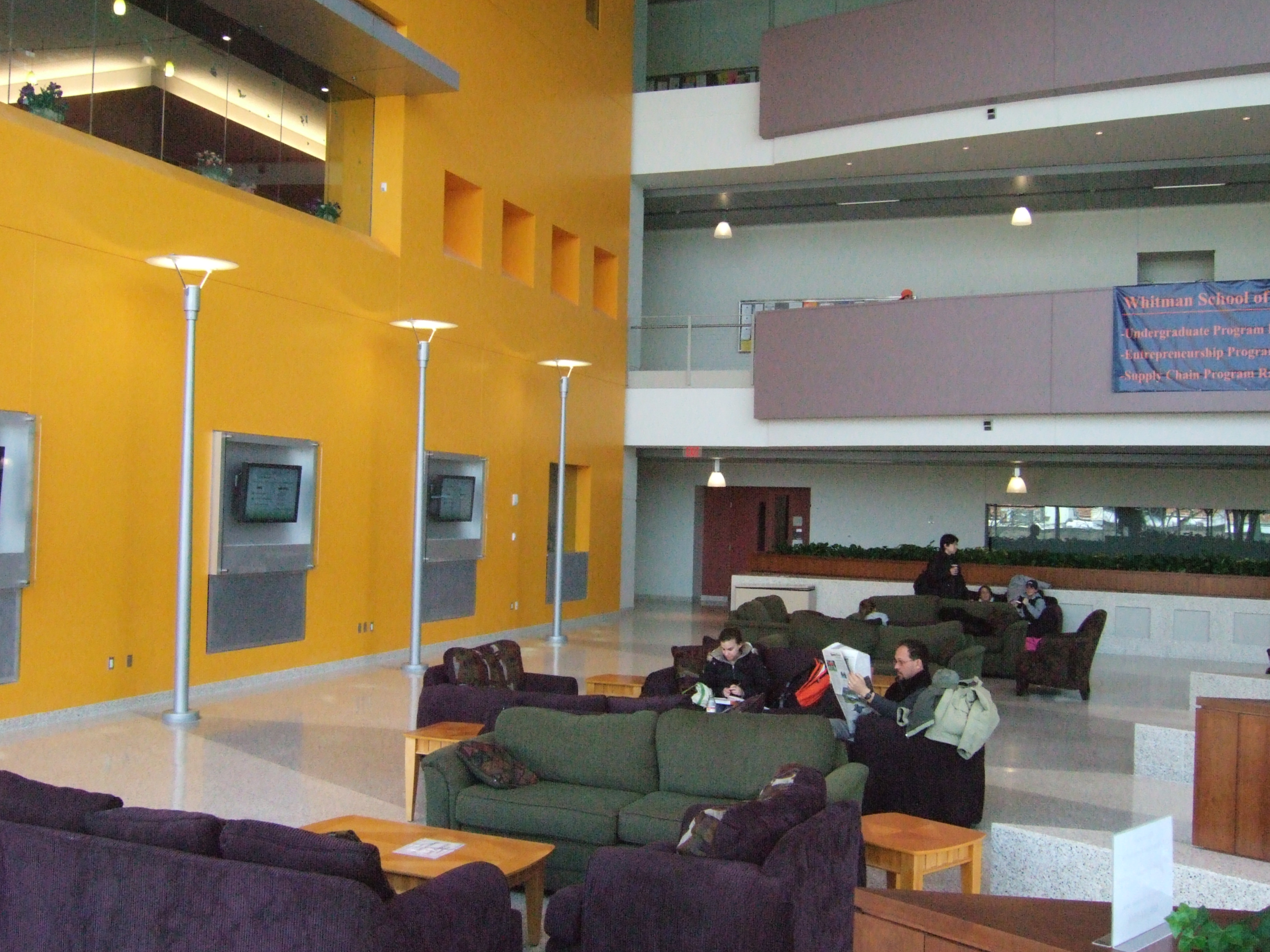
アトリウム

（以下はMBAについて記述）

## 受講方式
- 「Traditional 2-year program」 8月に入学し翌々年5月に卒業する最も一般的な受講方式。秋学期と春学期に分かれており、1年目は必修科目、2年目は選択科目を取る事が多い。
- 「iMBA」 インターネットを使った通信教育プログラム。「Independent MBA」の略。パソコンが普及する大分前の1977年からeラーニングコースとして開設されており、アメリカで最も古い通信教育プログラムのひとつ。但し通信教育といっても年3回はキャンパスで授業を受ける必要がある。「Traditional 2-year program」を受講していたが途中でインターンシップが入り、残りの単位を「iMBA」で取る学生も多い。
- 「Accelerated MBA」 4年以上の職歴があり大学で優秀なGPAを収め、GMATが650点以上の者のみ受講可能な方式。11ヶ月で36単位取得する事で学位を取得。
- 「Dual Degree」 MBAの他にシラキュース大学内の他学部を並行して勉強する方法。組み合わせにより名称がつけられている。（法科大学院との組み合わせ：MBA/JD、ニューハウスもしくはSUNY環境科学部との組み合わせ：MBA/MS、マックスウェル行政大学院との組み合わせ：MBA/MPAなど）
- 「MS（Master of Science）」　MBAとは別物だが「会計」や「メディア・マネージメント」専門コースが用意されている

## MBAランキング
- ビジネスウィーク誌MBAランキング：全米54位（Also Considered）
- ビジネスウィーク誌　大学の経営学部ランキング：全米42位
- USニューズ誌MBAランキング：全米65位
- ゴーマン・レポート誌MBAランキング：全米46位
- サプライチェーン・マネジメント：全米10位にランキング
- アントレプレナーシップ：2005年全米モデルプログラムに選ばれる。2006年「Entrepreneur Magazine」誌で全米800校の中から大学院部門第1位、学部部門第2位にランキング。NASDAQのアントレプレナーセンターに選ばれる。「フォーブス」誌において全米7位にランキング。

## フルタイムのMBAのプロフィール（2008年入学者）
- 新入生数　27名
- GMAT平均　619点
- 大学時代のGPA平均　3.30
- 平均年齢　26歳
- 平均勤続年数　3年

## 専攻（Concentrations）
- Accounting（会計）
- Finance（ファイナンス）
- Entrepreneurship, Innovation, and Global leadership（アントレプレナーシップ）
- Marketing Management（マーケティング）
- General Management（全般管理）
- Innovation Management（技術革新管理）
- Management of technology（テクノロジー管理）
- Supply Chain Management（サプライチェーン・マネジメント）

## MBA必修科目
- Economics for Managers （経済学）
- Data Analysis and Decision Making （統計学）
- Marketing Management （マーケティング）
- Supply Chain Management （サプライチェーン）
- Financial Accounting （財務会計）
- Managerial Accounting （管理会計）
- Managerial Finance （ファイナンス）
- Leadership Management （リーダーシップ）
- Strategy Management （経営戦略）
- Entrepreneurship Management （アントレプレナーシップ）

## MBA選択科目
- Cost Analysis & Control（コスト分析と管理）
- Financial Accounting I	（財務会計I）
- Financial Accounting II（財務会計II）
- Financial Statement Analysis（財務諸表分析）
- Auditing Theory & Practice（会計監査のセオリーと実践）
- Strategic Cost Analysis（戦略的コスト分析）
- Advanced Financial Accounting（上級財務会計）
- Venture Capital（ベンチャーキャピタル）
- Distress Investing
- Financial Controls in Business（ビジネスにおける財務管理）
- Investment Analysis（投資分析）
- Law of Global Business（グローバルビジネスにおける法律）
- Law of Commercial Transcation（商法）
- Strategic Sourcing（戦略的業務配分）
- EEE & Corporate Venture（社内ベンチャー）
- Marketing Research（マーケティングリサーチ）
- MIS Database（データベース）
- Microeconomics of Competition（競争のミクロ経済）
- Principles of Taxation（税の原理）
- Dilemmas & Debates
- Options & Futures（オプションと先物取引）
- Africa Business Environment（アフリカのビジネス環境）
- Marketing Communication（マーケティング・コミュニケーション）
- Managing Product（製品管理）
- Linear Statistical Models I: Regression
- Innovation & Tech Mgmt（革新と技術管理）
- Principles of Management Science（マネージメントの原理）
- Activity Based Costing
- Advanced Auditing（上級会計監査）
- Taxes & Business Strategy（税とビジネス戦略）
- Financial Modeling with Excel（エクセルによる財務モデル）
- Equity Valuation（資産価値評価）
- Doing Business in China（中国でのビジネス）
- Management & Ethics（管理と倫理）
- Brand Management（ブランド管理）
- Intro to IT & E-Commerce（ITと電子商取引）
- Project Management（プロジェクト管理）
- Engineering Entrepreneurship（エンジニアリングによる起業）
- EEE Consulting（コンサルティング）
- Financial Planning（財務計画）
- Internaltional Marketing Management（国際マーケティング管理）
- Technology Law（テクノロジーに関する法律）
- Marketing Strategies for Innovation（革新の為のマーケティング戦略）
- Time Series Modeling & Analysis
- Operations Technology（オペレーション・テクノロジー）
- Technology Resource Analysis
- Intro to Supply Chain Mgmt.（サプライチェーン・マネジメント序論）
- Supply Chain Systems（サプライチェーンシステム）

この他にもシラキュース大学内の他学部であるマクスウェル・スクール（公共政策学・国際関係）やニューハウス（ジャーナリズム）とのDual Degreeや単位取得も可能である。

## 就職支援
アメリカではMBAは高い地位・高い給料を保証するものという意識が強いためか就職支援に積極的である。ボストン、フロリダ、サンディエゴなどで行われる就職フォーラムへの飛行機代・宿泊代を学校が負担してくれる。他にもシラキュース大学のキャリアセンターとSOM専門のキャリアセンターがあり、充実したサポートを受けられる。
キャリアセンターではレジュメ（履歴書）、自己PR文の書き方や面接の受け方などを個別に教授する。SOMでは更にMBA卒業生に特化したサポートを受ける事ができる。

## 日本人MBA卒業生数
- 2002年卒業　2名
- 2003年卒業　2名
- 2004年卒業　3名
- 2005年卒業　2名
- 2006年卒業　4名
- 2007年卒業　1名